# Ritual Carnage
Ritual Carnage ist eine japanische Thrash-Metal-Band. Der Sänger, Bassist und Frontmann der Band, Dan Montgomery, kommt aus den USA. Die Band hat einen Plattenvertrag beim französischen Label Osmose Productions.

## Biografie
Der Sänger und Bassist Damian Montgomery spielte schon 10 Jahre vorher in der Band Pagan Faith, damals noch in Tampa, Florida. Im Rahmen seines Armeedienstes siedelte er 1986 nach Tokyo über und spielte in mehreren lokalen Bands unterschiedlicher Musikrichtung. Von 1990 bis 1993 legte er eine Pause ein, um zunächst Scrap Tambourine zu gründen, die nicht sehr erfolgreich waren. Ritual Carnage gründete sich dann 1994 mit Alex Amedy und Bill Jokela. Ebenfalls in diesem Jahr stiegen Jokela und Amedy aus, was zu Line-Up-Problemen der Band führte. Mit den Session-Mitgliedern Shinjiro Sawada und Ken wurde ein Demo in den Morrisound Recording Studios in Tampa, Florida aufgenommen. Das erste Konzert wurde im Dezember 1996 in Meguro gespielt. Kurz darauf stiegen Swada und Ken wieder aus, um sich auf ihre eigene Band zu konzentrieren. Alex Amedy stieg wieder ein. Hideo Inedo übernahm ab 1997 den Bass. Aufgrund von persönlichen Differenzen stieg Alex Amedy noch im selben Jahr wieder aus.
1998 wurde das erste Album The Highest Law im Morrisound aufgenommen. Naoya Hamaii wurde neuer Schlagzeuger und ein paar Monate später stieg Shige Kamazawa als zweiter Gitarrist ein. Unter mehreren Angeboten wählte die Band Osmose Productions als Plattenfirma aus. Ideno verließ kurz vor Veröffentlichung des Albums die Band. Montgomery übernahm wieder den Bass. Das Album wurde von den Kritikern der Metalszene sehr wohlwollend aufgenommen. In etablierten Metal-Publikationen erreichte das Album Höchstwertungen.
Ritual Carnage tourten 1999 mit Impaled Nazarene durch Japan und mit Immortal und Benediction durch Europa. Im gleichen Jahr spielte Ritual Carnage noch drei Shows mit Marduk. Nach den Touren stieg Kamazawa aus und wurde durch Nakabayashi ersetzt. Gegen Ende des Jahres flog die Band wieder in die Staaten, um abermals im Morrisound ihr Zweitwerk Every Nerve Alive aufzunehmen. In Malaysia wurde das Cover zensiert. Eine Europa-Tour mit Krabathor folgte. Nach der Tour stieg Nakabayashi wieder aus und wurde durch Gitarrist Hidenori Tanaki von der Black-Metal-Band Tyrant ersetzte. Mehrere Samplerbeiträge folgten.
Als Gitarristen wurden 2000 die Brüder Masami und Wataru Yamada in die Band geholt. Eine Tour mit Vader und später mit Dismember durch Japan folgte. Eddie Van Koide ersetzte 2001 Masami Yamada an der Gitarre, Koide war schon 1997 für zwei Auftritte eingesprungen. Weiterhin folgte in diesem Jahr eine Japan-Tour mit God Dethroned und Krabathor. 
2002 erschien The Birth of Tragedy. Mit Naoya Hamaii wurde nun auch ein beständiger Schlagzeuger gefunden. 2005 erschien I, Infidel. Danny Montgomery nahm mit Hiroyuki einen festen Bassisten an Bord und ist seitdem nur noch für den Gesang zuständig.

## Diskografie
Alben
- 1998: The Highest Law
- 2000: Every Nerve Alive
- 2002: The Birth of Tragedy
- 2005: I, Infidel